# Mount Lynch
Mount Lynch är ett berg i Antarktis. Det ligger i Östantarktis. Nya Zeeland gör anspråk på området. Toppen på Mount Lynch är 3 340 meter över havet. Lynch ingår i Royal Society Range.
Terrängen runt Mount Lynch är kuperad åt nordost, men åt sydväst är den bergig. Trakten är obefolkad. Det finns inga samhällen i närheten. 